# АК-176
АК-176 е съветска корабна артилерийска установка с калибър 76,2-mm, предназначена основно за монтиране на плаващи бойни единици с водоизместване над 200 t (корвети, катери на подводни крила и въздушна възглавница и др.). Създадена е в края на 1970 г. и е с универсално предназначение – за поразяване на единични и групови морски и брегови цели, жива сила, авиация и ракети. Установката може да стреля в единичен и автоматичен режим, който от своя страна има опция за стрелба с намалена скорострелност (60 изстрела в автоматичен и 30 при намалена скорострелност). Използваните боеприпаси са 6-kg осколъчно-фугасни снаряди, изстрелвани с помощта на унитарни 12.5-kg изстрели. Боекомплектът от 152 боеприпаса е разположен на подпалубна платформа, откъдето се подава с помощта на два хоризонтални транспортьора.
Управлението и насочването на стрелбата се води с помощта на интегрираната с установката РЛС МР-123/176, която се монтира обикновено на надстройката на кораба. Тя осигурява откриване и захват на целта на разстояния 25 – 35 km. При повреда на РЛС се използва прицелното устройство „Конденсор“, като ефективността на огъня се запазва.

## Оператори
- България
- Виетнам
- Индия
- Йемен
- Китай
- Полша
- Румъния
- СССР
  -  Русия
  -  Украйна